# قناعت
قناعت [ق َ ع َ] (به انگلیسی: Contentment) به معنی خرسندی، رضا به قسمت، بسنده کردن، راضی شدن به اندک چیز و به قسمت خود است.

## ادبیات
ز عالم به‌دست آوری گوشه‌ای

به صبر و قناعت خوری توشه‌ای
(ابوالقاسم فردوسی)
قناعت توانگر کند مرد را

خبرکن حریص جهان‌گرد را
(سعدی)